# Isidro Callejas
Isidro Callejas Gómez (Córdoba, Andalucía; 24 de junio de 2004) es un piloto de automovilismo español especializado en turismos, en 2022 se proclamó campeón del TCR Spain, así como en el vencedor más joven de la historia de una carrera del TCR Europa.

## Trayectoria

### Karting
Tras recibir un kart como regalo de reyes empezó a entrenar en el karting de Córdoba. Tras debutar en campeonatos andaluces, en 2014 participó por primera vez en el Campeonato de España de Karting en la categoría Alevín, quedando duodécimo. El año siguiente finaliza tercero, pero se proclama campeón de las Series Rotax en la categoría Micro.
En 2016 y 2017 queda sexto en la categoría cadete y quinto en la categoría junior del Campeonato de España respectivamente, lo que le vale para ser elegido por el programa de promoción de la RFEDA para participar en el CIK-FIA Academy Trophy junto a Mari Boya, terminaría noveno en la prueba internacional.

### Turismos

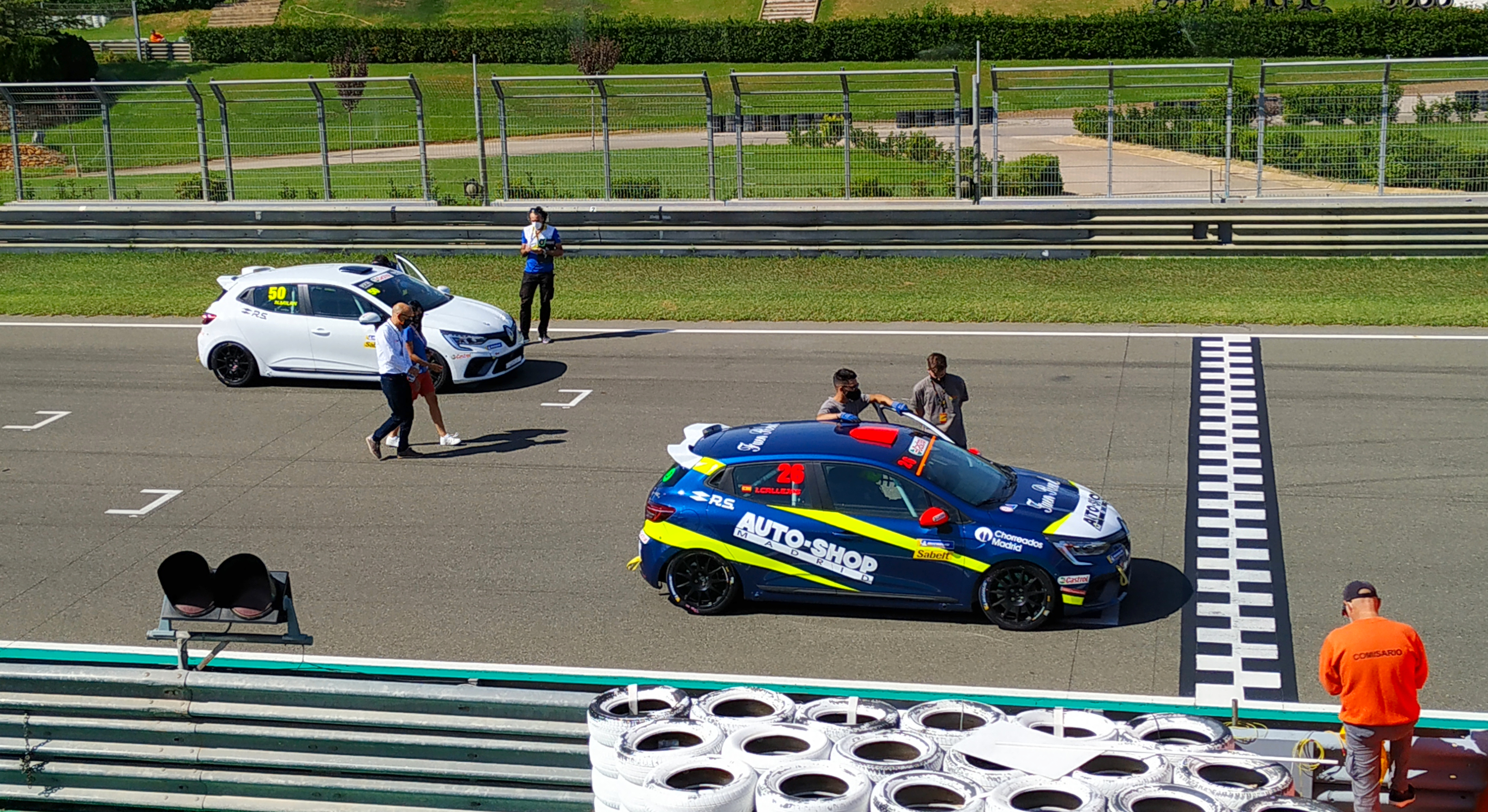
Callejas (azul) en pole en la Clio Cup Spain 2020

En 2019 Isidro decide subir un escalón y se inscribe en la Copa Kobe Motor donde completa dos malas y dos buenas rondas respectivamente, para terminar noveno el campeonato. En 2020 se apunta a la última temporada Copa Nacional Renault donde sorprende a todos al igualar en ritmo a los mejores del campeonato a pesar de ser debutante y enfrentarse a circuitos donde no había corrido. Logra 5 podios y una victoria en el Circuit Ricardo Tormo para terminar tercero en el campeonato, mejor junior y mejor nacional de la temporada doblando en puntos al siguiente: Álex Royo, que terminó octavo.
En 2021 es llamado por Honda para pilotar con el equipo eslovaco Brutal Fish Racing Team en el TCR Europe Touring Car Series junto a Martin Ryba y Jack Young. En la tercera ronda de la temporada logra su primer y único podio de la temporada al terminar tercero en Zandvoort; y dos rondas más tarde lograría una pole position en Nurburgring. Terminó undécimo del campeonato siendo el mejor piloto rookie de la temporada. Participó también ese año en dos rondas del TCR Spain donde de seis carreras, terminó cuatro en el podio.
En 2022 repite en los dos campeonatos con la escudería barcelonesa Volcano Motorsport y a bordo de un CUPRA León Competición: en el europeo mejora su media de resultados notablemente y aunque sólo logra un podio y una victoria en Spa-Francorchamps, ésta le sirve para proclamarse como el piloto vencedor más joven de la historia de una carrera de un campeonato, en el que finaliza cuarto en la tabla final. En el campeonato español se proclama campeón tras una dura batalla toda la temporada con Alejandro Geppert. Si bien es cierto que éste título queda deslucido por el bajísimo número de participantes de la categoría durante toda la temporada. Como líder del campeonato es seleccionado por la RFEDA para disputar la categoría TCR en los Motorsport Games de la FIA, donde logra la medalla de plata.

## Resumen de trayectoria

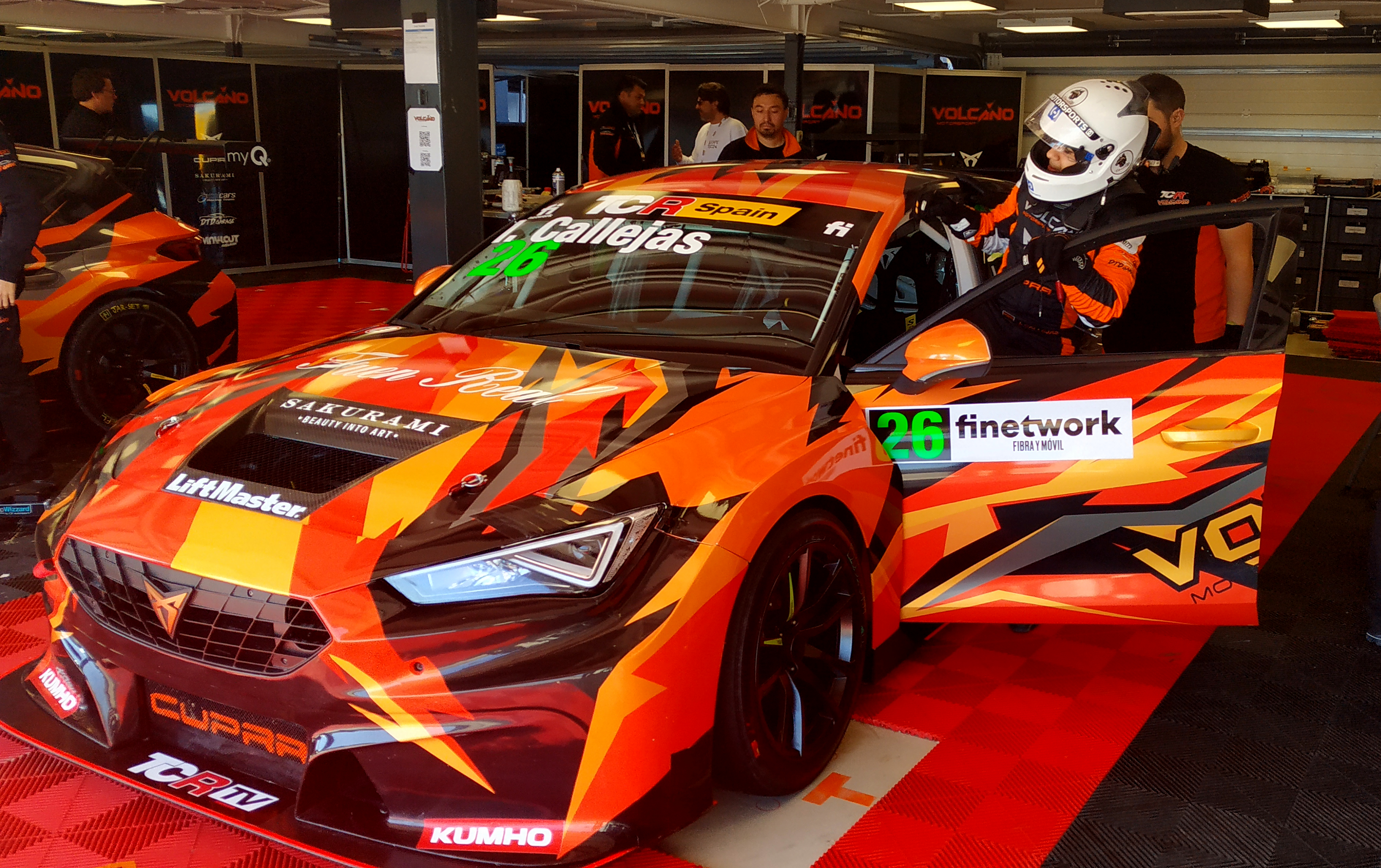
Isidro Callejas subiendo al CUPRA con el que disputó el TCR Spain y el TCR Europa en 2022

| Temporada | Series                        | Escudería               | Carreras | Victorias | Poles | VR | Podios | Puntos | Pos. |
| --------- | ----------------------------- | ----------------------- | -------- | --------- | ----- | -- | ------ | ------ | ---- |
| 2019      | Copa Kobe de Circuitos        | RACE                    | 8        | 0         | 0     | 0  | 0      | 138,5  | 9.º  |
| 2020      | Renault Clio Cup España       | Chefo Sport             | 10       | 1         | 3     | 2  | 5      | 626    | 3.º  |
| 2020      | TCR Ibérico                   | Chefo Sport             | 2        | 0         | ?     | ?  | 0      | 22     | 10.º |
| 2021      | TCR Europe Touring Car Series | Brutal Fish Racing Team | 14       | 0         | 1     | 0  | 1      | 204    | 11.º |
| 2021      | TCR Spain-CEST                | Volcano Motorsport      | 6        | 0         | 0     | 0  | 4      | 164    | 6.º  |
| 2022      | TCR Europe Touring Car Series | Volcano Motorsport      | 13       | 1         | 0     | 1  | 1      | 274    | 4.º  |
| 2022      | TCR Spain                     | Volcano Motorsport      | 15       | 10        | 3     | 11 | 15     | 556    | 1.º  |
| 2022      | FIA Motorsport Games - TCR    | Team Spain              |          |           |       |    |        |        | 2.º  |
| Fuente:   |                               |                         |          |           |       |    |        |        |      |

## Resultados
(Clave) (negrita indica pole position) (cursiva indica vuelta rápida)

### TCR Europe Touring Car Series
(Clave) (negrita indica pole position) (cursiva indica vuelta rápida)

| Año  | Equipo                  | Auto                         | 1   | 2   | 3   | 4   | 5   | 6   | 7   | 8   | 9   | 10  | 11  | 12  | 13  | 14  | Pos. | Pts. |
| ---- | ----------------------- | ---------------------------- | --- | --- | --- | --- | --- | --- | --- | --- | --- | --- | --- | --- | --- | --- | ---- | ---- |
| 2021 |                         |                              | SVK | SVK | LEC | LEC | ZAN | ZAN | SPA | SPA | NUR | NUR | MON | MON | BAR | BAR | 11°  | 204  |
| 2021 | Brutal Fish Racing Team | Honda Civic Type-R TCR (FK7) | 18  | 7   | Ret | 10  | 8   | 3   | 9   | 4   | 7   | 10  | Ret | 11  | 5   | DSQ | 11°  | 204  |
| 2022 |                         |                              | POR | POR | LEC | LEC | SPA | SPA | NOR | NOR | NUR | NUR | MON | MON | BAR | BAR | 4°   | 275  |
| 2022 | Volcano Motorsport      | CUPRA León Competición TCR   | 4   | 8   | 11  | 7   | 1   | 7   | 5   | 5   | 10  | C   | 8   | Ret | 5   | 6   | 4°   | 275  |

#### Yokohama Trophy
| Año  | Equipo                  | Auto                         | 1   | 2   | 3   | 4   | 5   | 6   | 7   | 8   | 9   | 10  | 11  | 12  | 13  | 14  | Pos. | Pts. |
| ---- | ----------------------- | ---------------------------- | --- | --- | --- | --- | --- | --- | --- | --- | --- | --- | --- | --- | --- | --- | ---- | ---- |
| 2021 |                         |                              | SVK | SVK | LEC | LEC | ZAN | ZAN | SPA | SPA | NUR | NUR | MON | MON | BAR | BAR | 11°  | 204  |
| 2021 | Brutal Fish Racing Team | Honda Civic Type-R TCR (FK7) | 9   | 2   | Ret | 3   | 3   | 1   | 3   | 1   | 2   | 5   | Ret | 4   | 3   | DSQ | 11°  | 204  |

### TCR Spain
| Temporada | Escudería               | Rondas | Rondas | Rondas | Rondas | Rondas | Rondas | Rondas | Rondas | Rondas | Rondas | Rondas | Rondas | Rondas | Rondas | Rondas | Pos. | Pts. |
| --------- | ----------------------- | ------ | ------ | ------ | ------ | ------ | ------ | ------ | ------ | ------ | ------ | ------ | ------ | ------ | ------ | ------ | ---- | ---- |
| 2021      |                         | NAV    | NAV    | NAV    | JAR    | JAR    | JAR    | ARA    | ARA    | ARA    | CRT    | CRT    | CRT    | CAT    | CAT    | CAT    | 6.º  | 164  |
| 2021      | Escudería Costa Daurada |        |        |        | 3      | 2      | 2      |        |        |        |        |        |        |        |        |        | 6.º  | 164  |
| 2021      | Volcano Motorsport      |        |        |        |        |        |        |        |        |        |        |        |        | 4      | 3      | Ret    | 6.º  | 164  |
| 2022      | Volcano Motorsport      | JAR    | JAR    | JAR    | JER    | JER    | JER    | ARA    | ARA    | ARA    | NAV    | NAV    | NAV    | CAT    | CAT    | CAT    | 1.º  | 556  |
| 2022      | Volcano Motorsport      | 1      | 1      | 2      | 1      | 3      | 1      | 2      | 1      | 2      | 1      | 1      | 2      | 1      | 1      | 1      | 1.º  | 556  |